# Ларс Нельсон
Ларс Нельсон (швед. Lars Nelson; 19 серпня 1985) — шведський лижник, олімпійський чемпіон. 
Золоту олімпійську медаль та звання олімпійського чемпіона Нельсон виборов на Іграх 2014 року в Сочі в складі збірної Швеції в естафетній гонці 4х10 км. 

## Зовнішні посилання
- Досьє на сайті FIS [Архівовано 1 березня 2014 у Wayback Machine.]